# Stazione di Rogolo
Stazione di Rogolo 2014-ben bezárt vasútállomás Olaszországban, Lombardia régióban, Rogolo településen.

## Vasútvonalak
Az állomást az alábbi vasútvonalak érintették:
- Tirano–Lecco-vasútvonal

## Kapcsolódó állomások
A vasútállomáshoz az alábbi állomások vannak a legközelebb:
- Stazione di Delebio
- Stazione di Cosio-Traona